# Jaguariaíva (microregio)
Jaguariaíva is een van de 39 microregio's van de Braziliaanse deelstaat Paraná. Zij ligt in de mesoregio Centro Oriental Paranaense en grenst aan de microregio's Cerro Azul, Ponta Grossa, Telêmaco Borba, Ibaiti, Wenceslau Braz en Itapeva (SP). De microregio heeft een oppervlakte van ca. 5.654 km². In 2009 werd het inwoneraantal geschat op 105.061.
Vier gemeenten behoren tot deze microregio:
- Arapoti
- Jaguariaíva
- Piraí do Sul
- Sengés

Mesoregio's: Centro Ocidental Paranaense · Centro Oriental Paranaense · Centro-Sul Paranaense · Metropolitana de Curitiba · Noroeste Paranaense · Norte Central Paranaense · Norte Pioneiro Paranaense · Oeste Paranaense · Sudeste Paranaense · Sudoeste Paranaense

Microregio's: Apucarana · Assaí · Astorga · Campo Mourão · Capanema · Cascavel · Cerro Azul · Cianorte · Cornélio Procópio · Curitiba · Faxinal · Floraí · Foz do Iguaçu · Francisco Beltrão · Goioerê · Guarapuava · Ibaiti · Irati · Ivaiporã · Jacarezinho · Jaguariaíva · Lapa · Londrina · Maringá · Palmas · Paranaguá · Paranavaí · Pato Branco · Pitanga · Ponta Grossa · Porecatu · Prudentópolis · Rio Negro · São Mateus do Sul · Telêmaco Borba · Toledo · Umuarama · União da Vitória · Wenceslau Braz